# 江包・大西の御綱
江包・大西の御綱（えっつみ・おおにしのおつな）とは、奈良県桜井市の江包と大西の両集落間で行われる綱掛け行事である。地元では「お綱祭り」または「お綱はんの嫁入り」と呼ばれる。
毎年2月11日に江包からは雄綱を、大西からは雌綱を出し、江包の素戔嗚神社で夫婦の契りを結び、五穀豊穣・子孫繁栄を祈る。2012年（平成24年）3月8日に「江包・大西の御綱」として日本国の重要無形民俗文化財に指定された。

## 伝承・歴史
地元の伝承によると、かつては三輪山で共に祀られていた素戔嗚尊と櫛稲田姫が洪水で流され、初瀬川を挟んだ右岸（北岸）の江包（旧纏向村江包）に素戔嗚尊が、左岸（南岸）の大西（旧織田村大西）に櫛稲田姫が流れ着いて祀られるようになった。しかし災いが続いたことから夫婦神を別々に祀るのが良くないと、年に一度夫婦の契りを結ぶ神事を行うようになったという。
1940年にこの祭りを実見した辻本好孝の『和州祭礼記』には、お綱祭の古記録として江包の田村金藏という幕末から明治の人の遺稿の一部も紹介されている。それによると、大同4年（809年）に洪水があり大神神社の氏子が祀っていた牛頭天王が江包に漂着し、江包で牛頭天王が祀られるようになった。その後、南隣の大西集落が災難除けに雌綱を奉納し、それを見聞した江包側が雄綱を作り呼応したという。漂着伝承の大同4年というのは根拠も定かでなくさすがに古すぎるが、これが「神の婚姻」の原型となり、豊穣の願いを込めた祭りに発展したと考えられる。
上田秋成の紀行文『岩橋の記』（1788年）に「此二里は嫁とりのむつびを相いましむ」とあるように、昔は両集落間での婚姻が禁止されていた。
行事はかつては旧暦の1月10日に行われていたが、その後は新暦の2月10日に行われるようになり、会社勤めの住人が増えた1970年頃からは休日にあたる2月11日に行われている。

## 行事
2月9日、江包では朝から集落の男性たちが各戸から藁を持ち寄り素戔嗚神社近くの春日神社境内で雄綱を作る。雄綱は直径約2メートル、長さ4メートルほどの円錐形で40メートルほどの尾がついている。男性の象徴を表しており、重さは約600キログラムにもなる。大西からは区長と仲人役（喜田家が世襲）が雄綱作りを見に出掛け、江包では酒などを振る舞いもてなす。
翌2月10日午後、大西では各戸から藁を持ち寄り市杵島神社境内で雌綱を作る。雌綱は女性の局部を模しており約5～6メートルの二つ折りにした舟形で100メートルほどの尾がついている。雄綱の翌日に雌綱を作るのは、前日に確認した雄綱の大きさに合わせて作るためである。
祭り当日の2月11日、大西では朝から市杵島神社に集まった人たちが境内の御綱神社に参拝し雌綱を担いで出発する。同じころ江包でも春日神社から雄綱を担ぎ出す。途中、雄綱の尾を本体に縦にくくりつけ裏筋をつけ、よった藁を所々に差し込んで毛を生やし雄綱を成人させる。両地区とも道中で結婚や家の新改築など慶事のあった家をまわって祝い、各家は酒や御馳走でもてなす。各家をまわった後は、田に綱の尾をぐるりと巻いて土俵を作り相撲を取る。勝敗は関係なく男たちが泥まみれになって何度も倒れあっては取り直す。大西、江包共に、泥がつけばつくほどその年は豊作になるとされている。
綱掛橋を渡って素戔嗚神社に先に到着した大西の雌綱は榎の古樹に吊るされ、巻綱を解き広げられて雄綱の到着を待つ。雌綱をじらすように泥田で相撲を取っている江包の雄綱に、大西の仲人役が「そろそろ行かなあかんで」と催促する。この七度半の呼び使いの後、正午を過ぎたころにようやく雄綱が素戔嗚神社に到着、「入舟の式」が行われめでたく雄綱と雌綱は結合し巻綱でしっかりと固定される。雄綱の先は東方の樹に、雌綱の先は綱掛橋を渡し初瀬川対岸の街道端の樹に巻きつけられ5月中旬までそのままにしておかれる。